# Poliforma
Na matemática recreativa, a poliforma é uma figura plana construída juntando-se polígonos básicos idênticos. 

## Tipos
| Lados | Polígono básico | Polígono básico              | Tesselação Monohedral | Poliforma    | Aplicação |
| ----- | --------------- | ---------------------------- | --------------------- | ------------ | --- |
| 2     |                 | Segmento de reta             |                       | polystick    | |
| 3     |                 | Triângulo equilátero         | Deltille              | polidiamante | |
| 3     |                 | Triângulo retângulo especial | Kisrhombille          | polydrafter  | Eternity puzzle, Tentai Show                                                                                    |
| 3     |                 | Triângulo retângulo especial | Kisquadrille          | polyabolo    | |
| 4     |                 | Quadrado (geometria)         | Quadrille             | polyomino    | pentomino puzzle, Tetris, Lonpos puzzle, Fillomino, Tentai Show, Ripple Effect (puzzle), LITS, Nurikabe, Sudoku |
| 4     |                 | Losango                      | Rhombille             | polyrhomb    | |
| 6     |                 | Hexágono                     | Hextille              | polyhex      | |